# Mike Doyle (Basketballspieler)
Mike Doyle (* 26. April 1968 in Sacramento) ist ein ehemaliger US-amerikanisch-französischer Basketballspieler.

## Laufbahn
Doyle spielte von 1987 bis 1989 an der University of California, Santa Barbara in den Vereinigten Staaten. In der Saison 1988/89 war der zwei Meter große Flügelspieler gemeinsam mit Carrick DeHart bester Korbschütze der Hochschulmannschaft, beide erzielten 16,2 Punkte je Begegnung.
Doyle spielte zu Beginn seiner Profilaufbahn in der Türkei, dann in Angers in Frankreich. In der Saison 1991/92 stand er im Kader von AEK Athen (Griechenland).
1994/95 stand er in Diensten von Angers BC in Frankreichs zweiter Liga, dort erzielte er 21 Punkte pro Begegnung und holte 7,1 Rebounds je Partie (24 Einsätze). Doyle verstärkte 1995/96 La Rochelle in Frankreich, stand in der Saison 1996/97 kurzzeitig im selben Land beim Erstligisten CSP Limoges unter Vertrag (3,5 Punkte/Spiel in acht Ligaeinsätzen). Zudem nahm er mit Limoges am Europapokal der Landesmeister teil. Zu Jahresbeginn 1997 kam es zur Trennung. 1997/98 setzte Doyle aus, zur Saison 1998/99 ging er zu Angers BC zurück, dort erzielte er im Saisonverlauf 15 Punkte je Einsatz, kam zudem auf 5,9 Rebounds und 2,8 Korbvorlagen pro Partie.
Im Spieljahr 1999/2000 stand Doyle in Diensten der belgischen Mannschaft BBC Okapi Aalst. Er führte die belgische Liga mit 22,7 Punkten pro Spiel an, im Europapokalwettbewerb Saporta-Cup erzielte er für Aalst sogar 24,9 Punkte im Schnitt (zehn Spiele). Doyle blieb ein weiteres Spieljahr in Belgien, wurde in der Saison 2000/01 mit Telindus Oostende an der Seite von JR Holden Landesmeister sowie belgischer Pokalsieger.
In der Sommerpause 2001 nahm er ein Vertragsangebot des deutschen Bundesligisten Brandt Hagen an, dort spielte er wie in Aalst unter Trainer Brad Dean. Doyle war auch in Hagen für viele Punkte gut, kam in der Saison 2001/02 in 25 Bundesliga-Einsätzen auf 18,8 Punkte je Begegnung. In einer am 2. März 2002 entnommenen Dopingprobe wurde ein zu hoher Wert eines unzulässigen Stoffes festgestellt. Doyle hatte verunreinigte Nahrungsergänzungsmittel eingenommen und wurde für 18 Spiele gesperrt. 2002/03 waren es 15,6 Punkte pro Partie, die er für Hagen verbuchte (21 Bundesliga-Spiele).
Zu Saisonbeginn 2003/04 stand er bei Espoon Honka in der ersten Liga Finnlands unter Vertrag, wechselte dann im Dezember 2003 zu den EWE Baskets Oldenburg in die deutsche Bundesliga. Doyle wurde von den Niedersachsen in 25 Bundesliga-Spielen zum Einsatz gebracht, er erzielte 9,4 Punkte sowie 5,2 Rebounds pro Partie.
2004/05 war er wieder Mitglied von Okapi Aalst, mittlerweile in der zweiten belgischen Spielklasse. Doyles letzter Verein als Spieler war der französische Viertligist Angers Étoile d'or St Léonard. Er ist mit einer Französin verheiratet. Der gemeinsame Sohn Alexander Doyle schlug ebenfalls eine Laufbahn als Leistungsbasketballspieler ein.